# Opopaea concolor
Opopaea concolor är en spindelart som först beskrevs av John Blackwall 1859.  Opopaea concolor ingår i släktet Opopaea och familjen dansspindlar. Inga underarter finns listade i Catalogue of Life.